# General Berthelot
Cet article concerne la commune roumaine. Pour le général français, voir Henri Berthelot. Pour autres homonymes, voir Berthelot.
General Berthelot est une commune du județ de Hunedoara en Roumanie.
Nommée d'après le général français Henri Berthelot après la Première Guerre mondiale, son ancien nom était Fărcădinul de Jos. De 1965 à 2001, la commune était nommée Unirea.

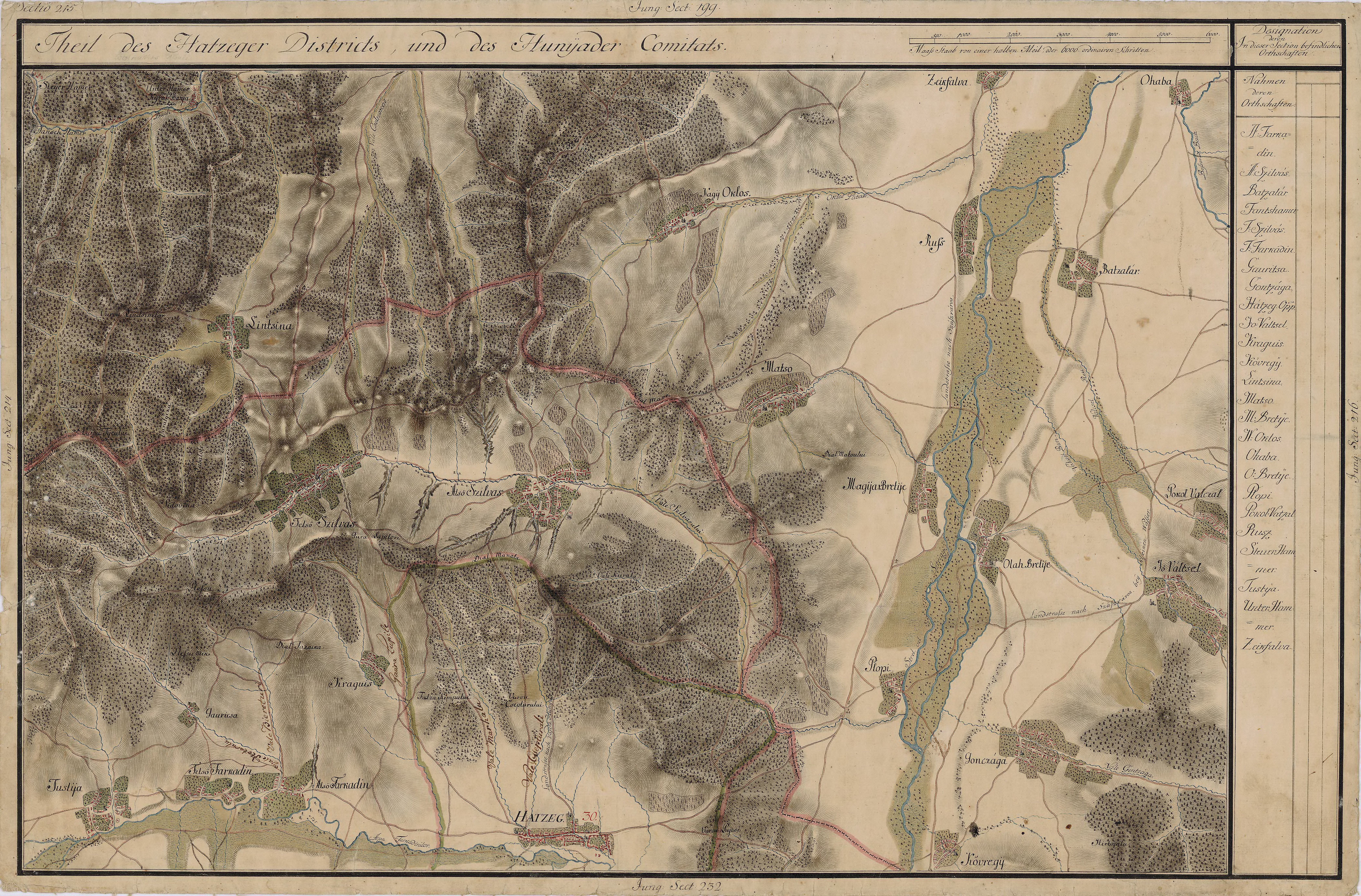
Plan de la région de General Berthelot, 1769-1773

## Géographie
La commune est située dans le sud de la Transylvanie, au sud-ouest d'Hunedoara, dans la dépression d'Hațeg, dans un cadre pittoresque entouré de chaînes de montagnes.

## Histoire

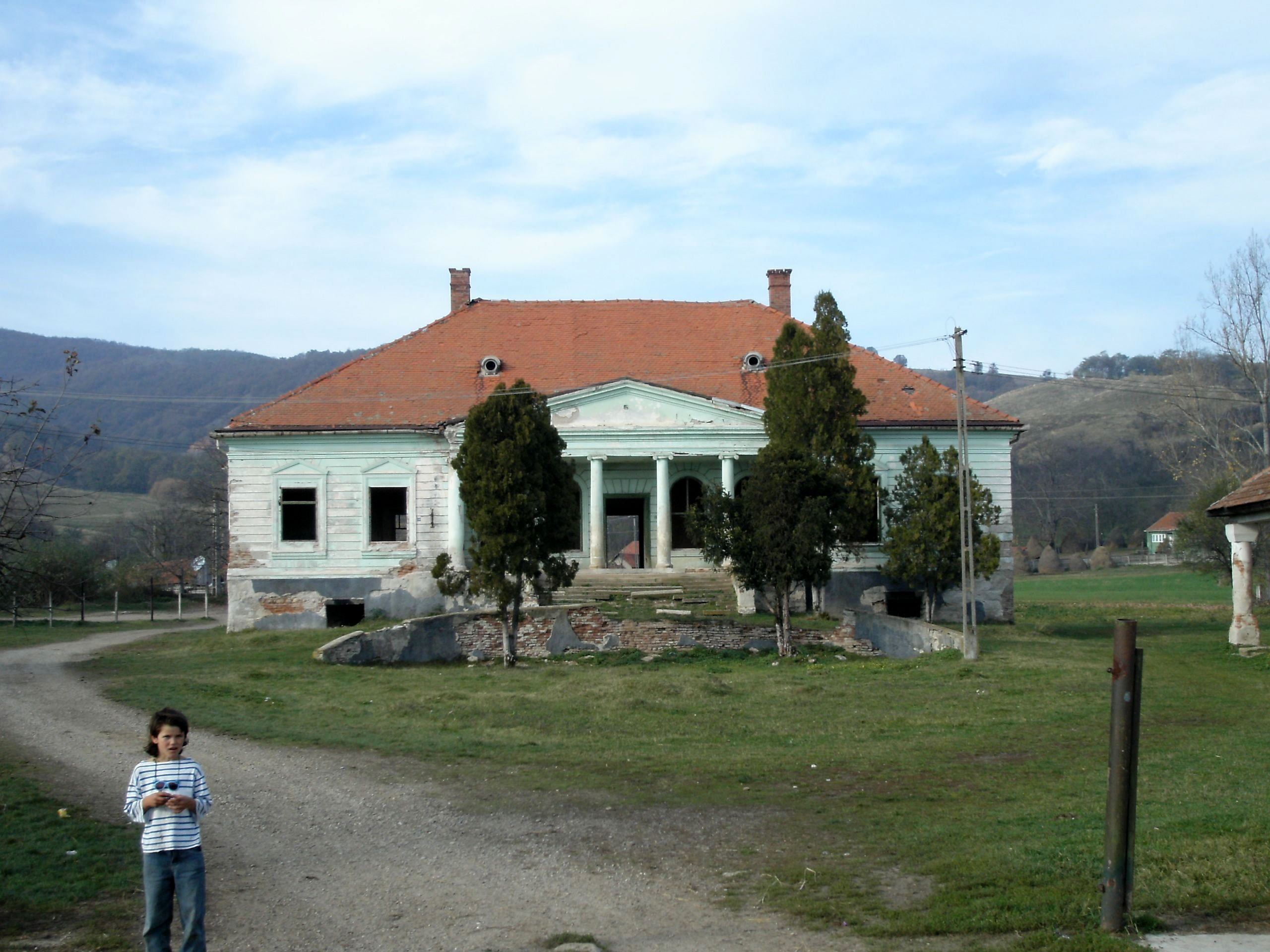
Manoir de Franz Nopcsa attribué au général Henri Berthelot en 1923. État de l'édifice en 2004, avant restauration.

La commune tire son nom du général français Henri Berthelot qui y possédait une résidence confisquée à la famille Nopcsa, et reçue du roi Ferdinand Ier et de la reine Marie de Roumanie en reconnaissance de la contribution de l'armée française à la libération de la Roumanie.
Dès 1923, du vivant même du général, le conseil communal baptise la commune General Berthelot. En 1965, pendant la période communiste, son nom est changé en "Unirea" (union). La villa du Général devient le siège de l'Entreprise Agricole d'État qui l'utilise comme dépôt d'engrais chimiques. Laissée à l'abandon, elle est pillée.
Après la chute de Ceaușescu, en 2001 un référendum local approuve le retour à l'appellation General Berthelot. Symboliquement, le changement de nom a lieu le 7 décembre 2001, 140 ans jour pour jour après la naissance du général.
En 2010, la villa du général Berthelot, entièrement rénovée, devient le Centre de développement durable du pays de Hateg (en roumain : "Centrul de Dezvoltare Durabilă Țara Hațegului").

## Villages
La municipalité est formée de cinq agglomérations : Crăguiș, Fărcădin, General Berthelot, Livezi et Tuștea.

## Jumelage
- Depuis 2003 :  Nervieux (France), commune où le général français Berthelot fut enterré.

## Point d'intérêt
Dans le village de Tuștea, des œufs de dinosaures ont été découverts. Le lieu est classé réserve naturelle.